# Thomas Delaney
Thomas Joseph Delaney (født 3. september 1991 på Frederiksberg) er en dansk fodboldspiller, der spiller for den danske superligaklub F.C. København og i perioden 2013-2024 for det danske landshold. Han har tidligere spillet for bl.a. tyske Borussia Dortmund og spanske Sevilla FC. 
Hans position er på den centrale midtbane eller i midtbanens venstre side. Han er også blevet brugt som venstreback og midterforsvarer.

## Karriere

### F.C. København, første periode
Thomas Delaney begyndte sin karriere i F.C. København, hvor han startede som ungdomsspiller. Han var som senior med FCK i sin første periode i klubben anfører for holdet og vandt Danmarksmesterskabet i fodbold 4 gange.
Han fik sin debut i Superligaen den 9. august 2009 i fjerde spillerunde, da han blev skiftet ind i det 90. minut i stedet for Atiba Hutchinson i en 0-1-sejr ude over SønderjyskE. I runden efter startede han inde og spillede de første 56 minutter i 0-1-nederlaget hjemme til AGF.
Han skrev i juli 2013 under på en kontrakt gældende frem til sommeren 2015, men allerede et halvt år efter blev kontrakten yderligere forlænget, da han skrev under på en kontrakt gældende frem til sommeren 2017.
Ved udgangen af sæsonen 2015-16 havde Thomas Delaney opnået 216 kampe for FCK (heraf 153 kampe i Superligaen).

### Werder Bremen
Den 17. august 2016 blev det offentliggjort, at han med virkning fra vinterpausen 2016/17 skifter til den tyske Bundesligaklub Werder Bremen. I vinterpausen i 2016-17 skiftede Delaney til Werder Bremen i Tyskland.

### Borussia Dortmund
Efter at have spillet halvandet år i Werder Bremen skiftede han til Borussia Dortmund, hvor han skrev under på en fireårig kontakt, frem til den 30. juni 2022. I sommeren 2021 skiftede Delaney til Sevilla FC. For Dortmund opnåede Delaney i alt 88 kampe, fire scoringer og 11 assists. 

### Sevilla FC
Delaneys kontrakt med Sevilla løber til 2025. Han spillede i perioden fra sommeren 2021 til vinterpausen 2022/23 34 ligakampe for Sevilla, hvorefter han i januar 2023 blev lejet ud til Hoffenheim. Efter udløbet af lejemålet blev Delaney udlejet til Anderlecht.

### F.C. København, anden periode
I sommeren 2024 blev det offentliggjort, at Delaney havde skrevet en kontrakt for to år med F.C København.

## Landsholdskarriere
Thomas Delaney har spillet i alt 32 landskampe for diverse ungdomslandshold.
Han debuterede for det danske A-landshold den 15. oktober 2013 i en VM-kvalifikationskamp mod Malta, hvor han fik fuld spilletid i kampen, der blev vundet 6-0. Sin anden A-landskamp fik han i marts 2015 i en venskabskamp mod USA.
Thomas Delaneys gennembrud på det danske A-landshold oplevede han den 17. november 2015 i Telia Parken, da Danmark skulle spille playoff kamp mod Sverige om at komme til EM 2016. Tidligere ovar den centrale midtbane indtaget af William Kvist, men daværende landstræner Morten Olsen valgte at sætte Thomas Delaney ind i startopstillingen i stedet for. Her imponerede han voldsomt ved at vinde flere hovedstødsdueller og være en af Danmarks bedste i første halveg. Desværre blev han skadet kort før pausen og måtte blive skiftet ud.
Snart blev han fast mand på den centrale midtbane sammen med Kvist, også med den nye landstræner Åge Hareide, og Delaney spillede blandt andet med i alle Danmarks kampe under VM-slutrunden 2018. Han havde scoret sine første mål i kvalifikationskampene til dette VM: først føringsmålet mod Polen i 4-0-sejren, og derpå tre af de danske mål i udesejren på 4-1 mod Armenien.
Da Kasper Hjulmand overtog landstrænerposten, valgte han at bruge Delaney sammen med Pierre-Emile Højbjerg som de to centrale midtbanespillere, og det var også med den startkonstellation, Danmark spillede alle kampene ved EM-slutrunden 2020 (afholdt i 2021). Delaney scorede sit sjette landskampmål i kvartfinalen mod Tjekkiet, da han bragte Danmark foran 1-0 i kampen, Danmark vandt 2-1.
I august 2024 meddelte Delaney via Instagram, at han ikke længere ønskede at spille på landsholdet. Han havde da nået 81 landskampe og scoret otte mål.

### Landsholdsmål
Danmarks mål og resultater vises først.
| #  | Dato              | Bane                                                  | Modstander | Målscoring | Resultater | Turnering                           |
| -- | ----------------- | ----------------------------------------------------- | ---------- | ---------- | ---------- | ----------------------------------- |
| 1. | 1. september 2017 | Parken, København, Danmark                            | Polen      | 1–0        | 4–0        | Kvalifikation til VM i fodbold 2018 |
| 2. | 4. september 2017 | Vazgen Sargsyan Republican Stadium, Jerevan, Armenien | Armenien   | 1–1        | 4–1        | Kvalifikation til VM i fodbold 2018 |
| 3. | 4. september 2017 | Vazgen Sargsyan Republican Stadium, Jerevan, Armenien | Armenien   | 3–1        | 4–1        | Kvalifikation til VM i fodbold 2018 |
| 4. | 4. september 2017 | Vazgen Sargsyan Republican Stadium, Jerevan, Armenien | Armenien   | 4–1        | 4–1        | Kvalifikation til VM i fodbold 2018 |
| 5. | 5. september 2019 | Victoria Stadium, Gibraltar                           | Gibraltar  | 4–0        | 6–0        | Kvalifikation til EM i fodbold 2020 |
| 6. | 3. juli 2021      | Baku Olympic Stadium, Baku, Aserbajdsjan              | Tjekkiet   | 1–0        | 2-1        | EM-slutrunden 2020, kvartfinale     |
| 7. | 7. september 2021 | Parken, København, Danmark                            | Israel     | 4–0        | 5-0        | Kvalifikation til VM 2022           |
| 6. | 17. november 2023 | Parken, København, Danmark                            | Slovenien  | 2–1        | 2-1        | Kvalifikation til EM 2024           |

## Hæder
Thomas Delaney blev i maj 2016 valgt til Forårets Profil i Superligaen, kåret af de 12 Superliga-trænere. Samtidig blev han den spiller der kom på ugens hold i Tipsbladet flest gange i 2015/16 sæsonen, nemlig 9 i alt. Senere i 2016 blev han kåret som efterårets profil.
Thomas Delaney er sammen med Hjalte Bo Nørregaard én af kun to spillere, der af FCK's fans to gange er blevet kåret til Årets spiller i FCK. Hæderen blev opnået i 2015 og 2016.
Han blev valgt som "Årets FCK-spiller" ved udgangen af 2014-15-sæsonen.

## Privatliv
Delaney er gift med Michelle Lindemann Jensen, klassekammerat fra Handelsgymnasiet Niels Brock JTP og søster til landsholdskammeraten Mike Jensen. Sammen har de en datter født i februar 2021.
Delaney er rød-grøn farveblind, hvilket han afslørede, da han ringede ind til radioprogrammet Danskerbingo, få minutter før han stod på flyet, der skulle fragte ham til Rusland, hvor han skulle deltage i VM.